# Too Much Love Will Kill You
Too Much Love Will Kill You je singl gitarista britanskog rock sastava Queen koji je 1992. godine objavio na svom prvom samostalnom albumu Back to the Light.
Pjesmu je May napisao prije 1988. godine zajedno s Frankom Muskerom i Elizabeth Lamers te je snimio zajedno sa sastavom Queen, te je trebala biti objavljena na albumu The Miracle iz 1989. godine. Kako pjesma nije bila objavljena na tom albumu May ju je objavio 1992. godine na svom samostalnom albumu i prvi puta je javno izveo na Freddie Mercury Tribute Koncertu. 1993. godine pjesmu je izveo zajedno s Lucianom Pavarottijem.
Brian May, Frank Musker i Elizabeth Lamers su za ovu pjesmu primili Ivor Novello nagradu.

## Singl sastava Queen
Too Much Love Will Kill You je singl britanskog rock sastava Queen koji je objavljen 1995. godine na njihovom posljednjem studijskom albumu Made in Heaven. Za razliku od Mayevog singla ova verzija je objavljena s Mercuryjevim vokalima i izmijenjenim aranžmanom. Singl se popeo na 15. mjesto britanske top ljestvice singlova 1996. godine.